# Štubik
Štubik (izvirno srbsko Штубик) je naselje v Srbiji, ki upravno spada pod Občino Negotin; slednja pa je del Borskega upravnega okraja.

## Demografija
V naselju živi 825 polnoletnih prebivalcev, pri čemer je njihova povprečna starost 47,9 let (46,0 pri moških in 49,8 pri ženskah). Naselje ima 314 gospodinjstev, pri čemer je povprečno število članov na gospodinjstvo 2,99.
To naselje je, glede na rezultate popisa iz leta 2002, večinoma srbsko.
|  |

| Demografija | Demografija     | Demografija     |
| Leto        | Št. prebivalcev | Št. prebivalcev |
| ----------- | --------------- | --------------- |
|             |                 |                 |
|             |                 |                 |
|             |                 |                 |
|             |                 |                 |
| 1948        | 1886            |                 |
| 1953        | 1930            |                 |
| 1961        | 1957            |                 |
| 1971        | 1660            |                 |
| 1981        | 1476            |                 |
| 1991        | 1214            | 1133            |
| 2002        | 1073            | 939             |
|             |                 |                 |

| Etnična sestava po popisu iz leta 2002 | Etnična sestava po popisu iz leta 2002 | Etnična sestava po popisu iz leta 2002 | Etnična sestava po popisu iz leta 2002 | Etnična sestava po popisu iz leta 2002 |
| -------------------------------------- | -------------------------------------- | -------------------------------------- | -------------------------------------- | -------------------------------------- |
| Srbi                                   | Srbi                                   |                                        | 928                                    | 98,82%                                 |
| Črnogorci                              | Črnogorci                              |                                        | 4                                      | 0,42%                                  |
| Romuni                                 | Romuni                                 |                                        | 3                                      | 0,31%                                  |
| Bolgari                                | Bolgari                                |                                        | 2                                      | 0,21%                                  |
| Neznano                                | Neznano                                |                                        | 2                                      | 0,21%                                  |